# Carol Quintul
Carol al V-lea (spaniolă Carlos I; daneză Karel V; germană Karl V.; italiană Carlo Quinto; franceză Charles Quint) (n. 24 februarie 1500, Gent, Țările de Jos Habsburgice⁠(d) – d. 21 septembrie 1558, Yuste⁠(d), Extremadura, Spania) a fost împărat romano-german din 1519, până la abdicarea sa în 1556. A domnit, de asemenea, ca rege al Spaniei, cu titulatura „Carol I”, din 1516 până în 1556. Ca moștenitor a patru dintre casele regale importante din Europa, a realizat o uniune personală a unor teritorii întinse și dispersate, incluzând Sfântul Imperiu Roman, Aragon, Castilia, Napoli, Sicilia, Țările de Jos și coloniile spaniole din Americi. Când a renunțat la tron, și-a împărțit ținuturile între fiul său, Filip al II-lea al Spaniei, și fratele său, împăratul Ferdinand I.
A fost fiul lui Filip I al Castiliei și al Ioanei de Castilia. Bunicii lui din partea tatălui au fost împăratul Maximilian I și Maria de Burgundia, a cărei fiică, Margareta de Austria, s-a ocupat de educația lui. Bunicii din partea mamei au fost Ferdinand al II-lea de Aragon și Elisabeta I a Castiliei, care prin mariajul lor au unit pentru prima dată teritoriile care astăzi formează statul modern Spania, și a căror fiică, Caterina de Aragon, a devenit regină a Angliei, ca prima soție a lui Henric al VIII-lea. Maria I a Angliei a fost verișoara lui Carol Quintul și avea să se căsătorească cu fiul lui Carol, Filip al II-lea.

## Moștenire și primii ani

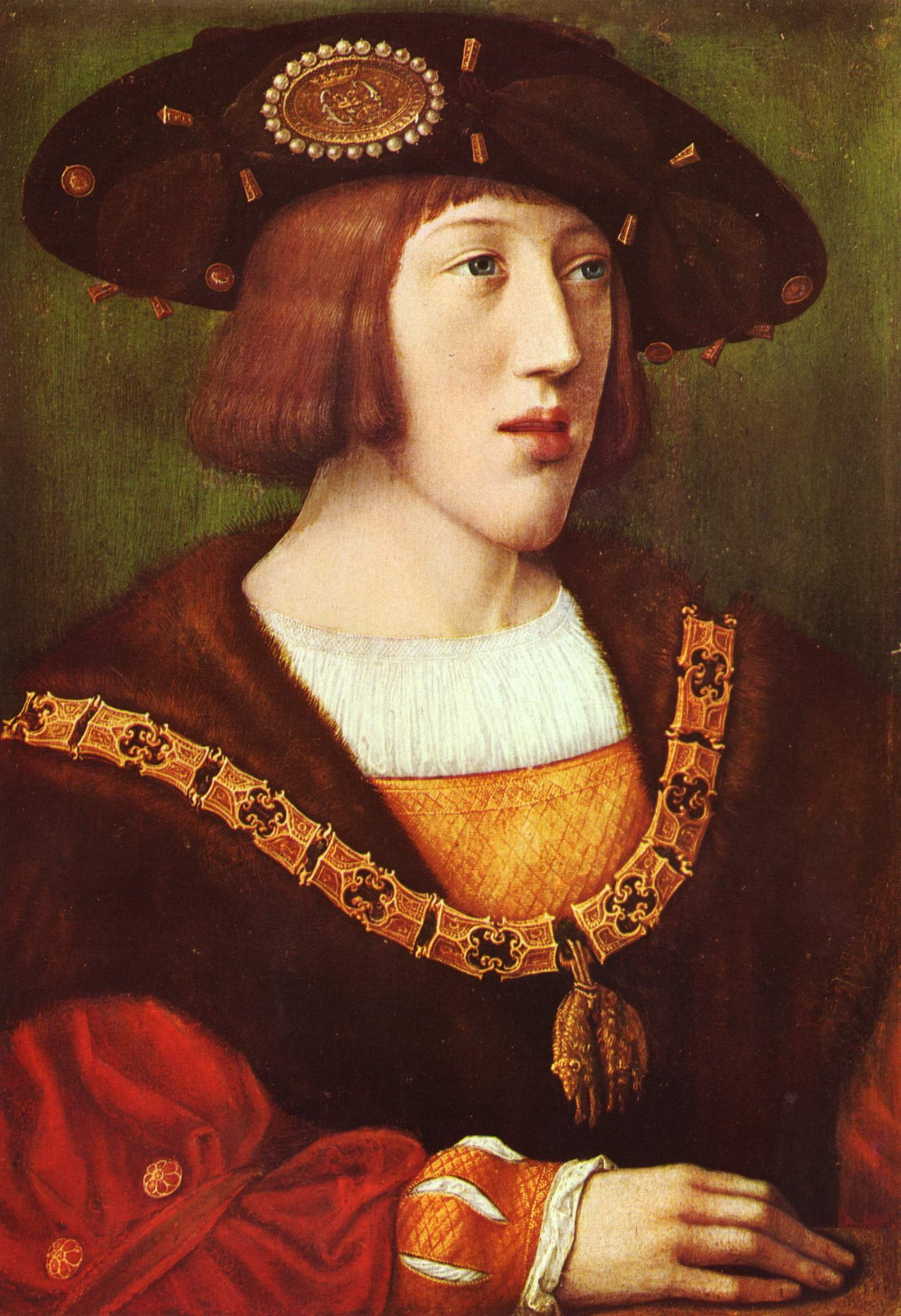
Portret al tânărului Carol V

Carol este al doilea copil însă fiul cel mare al lui Filip I al Castiliei și a Ioanei I a Castiliei. Prenumele său tipic burgund este un omagiu adus străbunicului său, Carol Temerarul. La naștere i s-a acordat titlul de conte de Luxemburg. Combinând moștenirile habsburgilor, cea a Casei de Burgundia și moștenirea spaniolă a mamei sale, Carol transcendea frontierele etnice și naționale. Deviza sa a fost Plus Ultra, „Mai departe”.
Carol s-a născut în orașul flamand Gent în 1500. Cultura și viața curtezană din Țările de Jos burgunde l-au influențat mult la începutul vieții sale. Vorbea cinci limbi: flamandă, germană, spaniolă, franceză și italiană. Vorbea franceza ca limbă maternă și flamanda din copilărie, după care a învățat spaniola la un nivel acceptabil (cunoașterea ei era o condiție impusă de Adunarea Generală a Castiliei, pentru a fi acceptat ca rege) și ceva germană. Are doar șase ani la moartea prematură a tatălui său, în 1506. Este crescut în Țările de Jos sub tutela mătușii sale, Margareta de Austria, care l-a proclamat Duce de Burgundia și conte de Flandra la 7 iuie 1507.
Se pare că a pretins că vorbește „spaniola cu Dumnezeu, italiana cu femeile, franceza cu bărbații, și germana cu calul meu”. Însă acest citat are multe variante și adesea este atribuit lui Frederic cel Mare.
De la strămoșii săi burgunzi, a moștenit o relație ambiguă cu regii Franței. Carol avea în comun cu Franța limba maternă (alături de flamandă) și multe aspecte culturale. În tinerețe, a vizitat frecvent Parisul, pe atunci cel mai mare oraș din Europa de Vest.
Carol a declarat că „Parisul nu este un oraș, este un univers” (Lutetia non urbs, sed orbis). Dar Carol a moștenit și tradiționala rivalitate politică și dinastică între lineajul burgund și cel regal al Dinastiei Valois. Acest conflict a fost amplificat de ascensiunea sa la tronul Sfântului Imperiu Roman și Regatului Spaniei. A fost logodit atât cu  Louise cât și cu Charlotte de Valois, fiicele regelui Francisc I al Franței însă ambele au murit în copilărie.
Deși Spania era nucleul regatului său, Carol nu s-a integrat pe deplin acolo și, în special în primii ani, simțea că este considerat un prinț străin. Nu vorbea spaniola foarte bine, nefiind limba sa maternă. Cu toate acestea, și-a petrecut mare parte a vieții în Spania, inclusiv ultimii ani, când s-a retras la o mănăstire spaniolă.
În tinerețe, Carol l-a avut ca tutore pe Adrian de Utrecht, mai târziu Papa Adrian al VI-lea, un flamand ostil luxului. Acest om auster îl învață pe tânărul arhiduce căile spre o viață interioară prin renunțare și simplitate. Consilieri importanți i-au fost și Lord Chièvres, Jean Sauvage și Mercurino Gattinara care i-au inoculat simțul onoarei.

## Domnie

### Burgundia și Țările de Jos

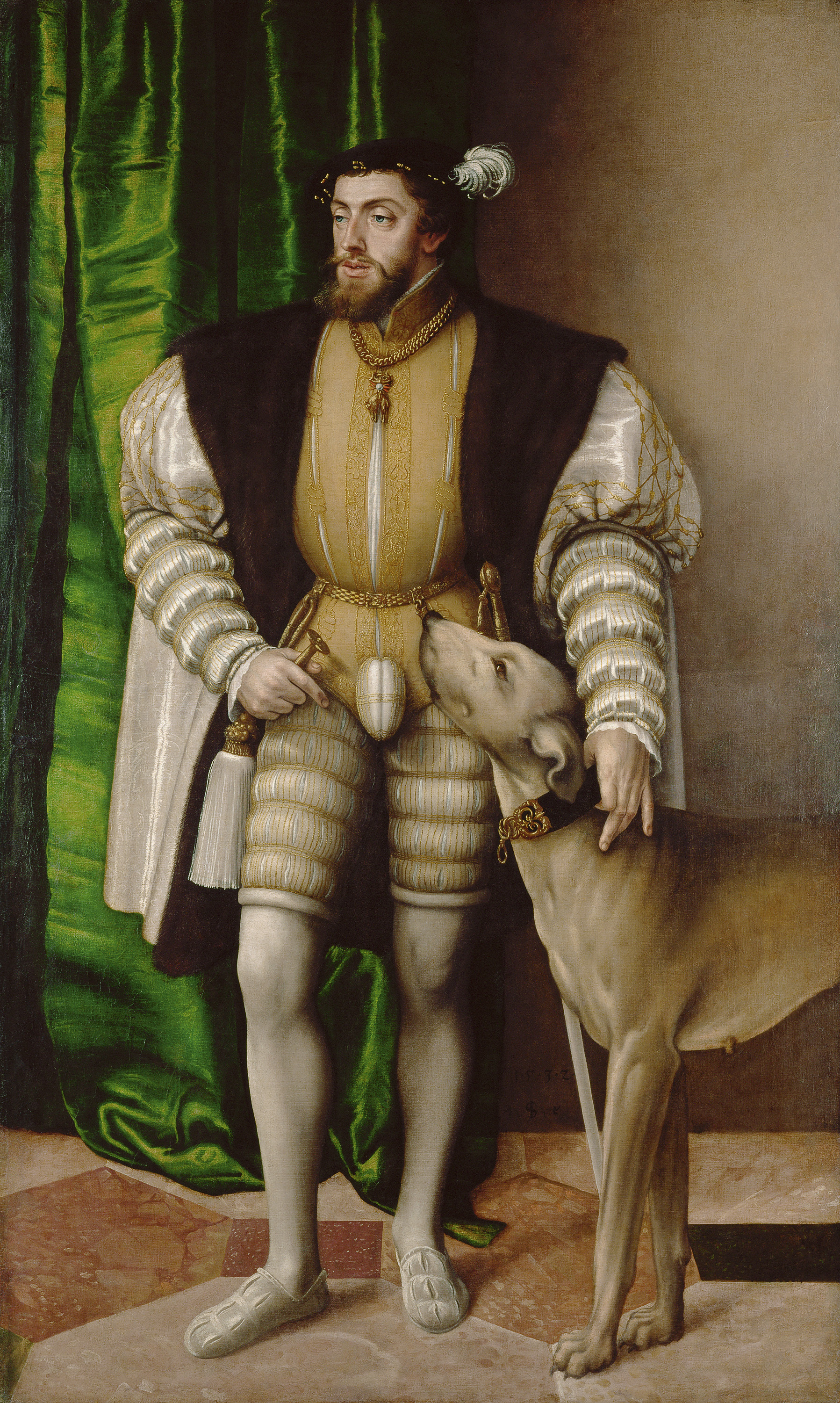
Carol V, 1532

În 1506, Carol a moștenit teritoriile burgunde ale tatălui său, cele mai însemnate fiind Țările de Jos și Comitatul Burgundia, majoritatea fiefuri ale Imperiului German, exceptând Flandra lui natală, care era încă - pe hârtie - un teritoriu francez, reminiscență a Războiului de o sută de ani. Cum era minor, mătușa lui, Margareta de Austria, a fost regentă până în 1515, și în curând s-a aflat în război cu regentul regatului Franței, în legătură cu problema jurământului lui Carol către regele francez pentru ținutul Flandrei, deoarece tatăl său depusese jurământ. Rezultatul a fost renunțarea Franței la Flandra în 1528.
Carol a extins teritoriul burgund prin anexarea provinciilor Tournai, Artois, Utrecht, Groningen și Geldern. Cele Șaptesprezece Provincii fuseseră unite de strămoșii burgunzi ai lui Carol, dar nominal erau încă fiefuri ale Franței sau ale Sfântului Imperiu Roman. În 1549, Carol a emis Pragmatica Sancțiune, declarând Țările de Jos un teritoriu unificat, pe care îl vor moșteni urmașii săi.
Țările de Jos au avut un rol important în Imperiul său. Pe plan personal, pentru Carol Quintul erau regiunea unde și-a petrecut copilăria. Mulțumită comerțului, industriei și orașelor bogate, ele au fost importante și pentru trezorerie.

### Spania
După moartea bunicului său Ferdinand al II-lea pe 30 mai 1516, Carol a moștenit ținuturile sale, care includeau Aragon, Napoli, Sicilia și Sardinia. A devenit și rege al Castiliei, alături de mama sa Ioana Cea Nebună a Castiliei. Împreună cu coroana Castiliei, a luat în stăpânire Navara, Granada și posesiunile spaniole în Lumea Nouă.
Pentru prima dată, coroanele Castiliei și Aragonului erau unite sub aceeași conducere. Ferdinand și Elisabeta fuseseră suverani fiecare în regatul său, dar numai rege consort în regatul celuilalt.
Carol a ajuns în noile sale regate în toamna lui 1517. Regentul său, Jiménez de Cisneros, trebuia să-l întâmpine, dar s-a îmbolnăvit pe drum, cu posibilitatea unei otrăviri, și a murit înainte să se întâlnească cu regele.
Negocierile cu Adunările Castiliene s-au dovedit a fi dificile, și până la urmă Carol a fost acceptat cu următoarele condiții : trebuia să învețe castiliană; să nu ofere titluri străinilor; să nu scoată metale prețioase din Castilia; să respecte drepturile mamei sale, regina Ioana a Castiliei. Adunările i-au depus jurământ în Valladolid, în 1518. În 1519, a fost încoronat în fața Adunării de la Aragon, la Zaragoza, și după aceea în Catalonia.
Carol a fost acceptat ca suveran, deși spaniolii nu erau prea încrezători în statutul său de Împărat. Până atunci, monarhii spanioli fuseseră limitați de lege; monarhia era un contract cu poporul. Cu Carol ar fi căpătat accente absolutiste, deși până la moartea mamei sale, în 1555, Carol nu a avut drepturi depline de rege.
În curând s-a format o mișcare de rezistență împotriva Împăratului, din cauza taxelor impuse (pentru a strânge fonduri necesare războaielor din afara Spaniei, de puțin interes pentru castilieni) și deoarece Carol a început să numească flamanzi în posturi importante din Spania și America, ignorând candidații castilieni. Rezistența a avut drept rezultat izbucnirea Războiului Comunităților Castiliene, suprimat până la urmă de Carol. După aceasta, Castilia a fost integrată în Imperiul Habsburgic, și a reprezentat o sursă importantă de resurse militare și financiare pentru imperiu.

### America
În timpul domniei lui Carol teritoriile din Noua Spanie au fost extinse în mod considerabil de conchistadori precum Hernán Cortés sau Francisco Pizarro, care au determinat căderea imperiilor Aztec și Inca în mai puțin de un deceniu. Împreună cu expediția lui Magellan din 1522, aceste succese l-au convins pe Carol de misiunea sa divină de a deveni liderul lumii creștine, încă amenințate de Islam. Desigur, cuceririle l-au ajutat pe Carol să-și întărească poziția, trezoreria sa fiind aprovizionată cu aur în cantități uriașe. După cum a remarcat conchistadorul Bernal Diaz : „Am venit să-l servim pe Dumnezeu și pe Maiestatea noastră, ... și de asemenea ca să ne îmbogățim”. În 1550, Carol a organizat o dezbatere la Valladolid, privind moralitatea forței folosită împotriva populației indigene a Americii spaniole.

### Sfântul Imperiu Roman
După moartea bunicului său din partea tatălui, Maximilian I, Împărat al Sfântului Imperiu Roman, în 1519, Carol a moștenit teritoriile habsburge din Austria. A fost de asemenea candidatul ales de principii-electori pentru succesiune, și cu ajutorul familiei înstărite Fugger, l-a putut devansa pe Francisc, fiind ales pe 28 iunie 1519. În 1530 a fost încoronat împărat romano-german de papa Clement al VII-lea, în Bologna, având să fie ultimul împărat al Sfântului Imperiu Roman încoronat de un papă.
Carol a fost împărat al statelor germane, dar puterea lui era în realitate limitată de principi. Protestantismul s-a bucurat de mult succes în Germania, iar Carol era decis să nu lase asta să se întâmple în Țările de Jos. S-a organizat o inchiziție încă din 1522. În 1550, s-a introdus pedeapsa cu moartea pentru orice erezie. Dizidența politică a fost ținută sub control, în special în Gentul natal al lui Carol, unde a înăbușit personal revolta din 1539.

### Franța

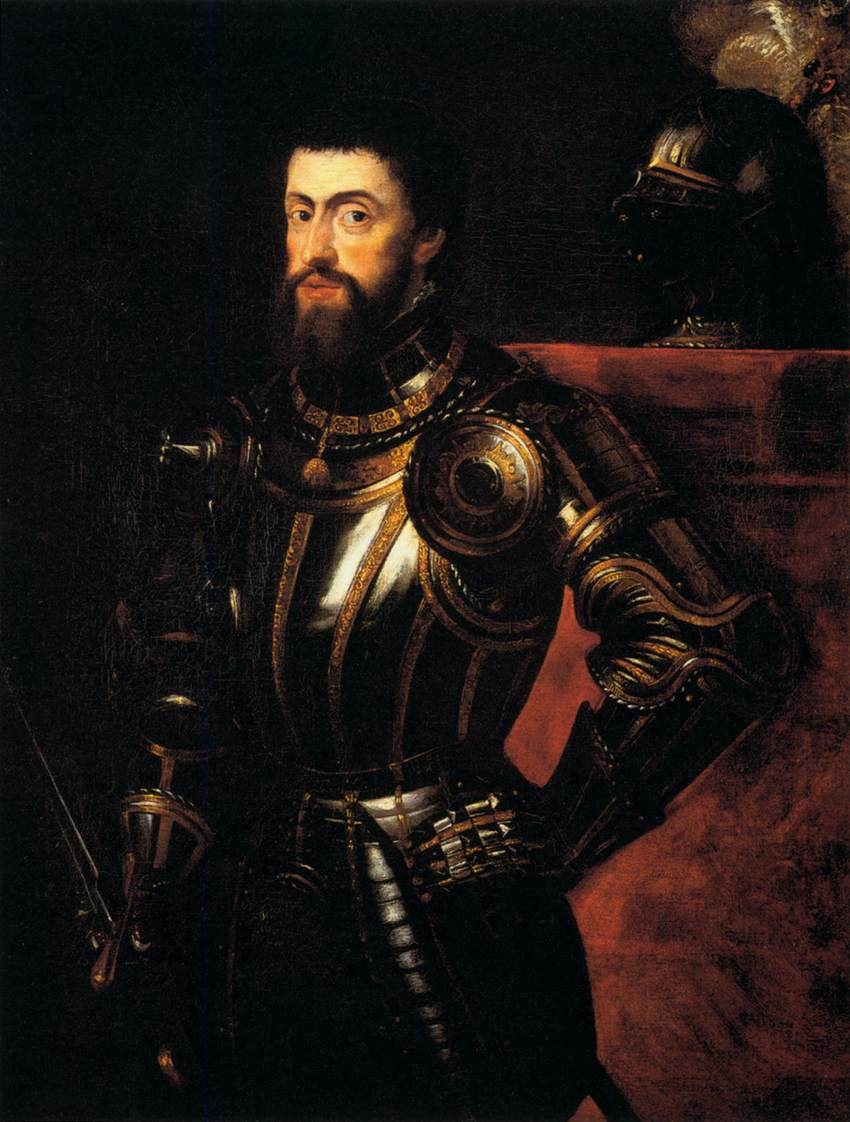
Împăratul Carol al V-lea, cca 1600-1605

O caracteristică de bază a domniei lui Carol au fost conflictele cu Franța, care s-a văzut înconjurată de teritoriile din posesiunea lui Carol, și care încă dorea teritorii din Peninsula Italică. Primul război al lui Carol cu rivalul său, Francisc I al Franței, a început în 1521. Carol s-a aliat cu Anglia și cu Papa Leon al X-lea împotriva francezilor și venețienilor, ieșind învingător, împingându-i pe francezi afară din Milano și capturându-l pe Francisc în Bătălia de la Pavia din 1525. Pentru a-și redobândi libertatea, regele francez a fost obligat să îi cedeze Burgundia lui Carol, conform umilitorului tratat de la Madrid din 1526.
Cu toate acestea, după ce a fost eliberat, Francisc a obligat Parlamentul de la Paris să declare nul tratatul. Franța a intrat apoi în Liga de la Cognac, pe care Papa Clement al VII-lea o formase împreună cu Henric al VIII-lea al Angliei, venețienii, florentinii și milanezii, pentru a se opune dominației imperiale romano-germane în Italia. În războiul care a urmat, Carol a prădat Roma și l-a ținut ca pe un prizonier pe Papa Clement al VII-lea, împiedicându-l să anuleze căsătoria lui Henric al VIII-lea cu mătușa lui Carol, Caterina de Aragon - fapt ce nu a rămas fără consecințe. În alte privințe, războiul s-a terminat nedecis. În Tratatul de la Cambrai din 1529, denumit „Pacea Doamnelor”, deoarece a fost negociat de mătușa lui Carol și mama lui Francisc, regele Franței a renunțat la pretențiile sale din Italia, dar și-a păstrat controlul asupra Burgundiei.
Un al treilea război a izbucnit în 1535, când, în urma morții ultimului duce Sforza al Milanului, Carol și-a pus fiul, Filip al II-lea al Spaniei, la conducerea ducatului, în ciuda pretențiilor lui Francisc. Și acest război s-a terminat nedecis. Francisc nu a reușit să cucerească Milanul, dar a cucerit mare parte din teritoriile stăpânite de aliatul lui Carol, Ducele de Savoia, inclusiv capitala Torino. Un armistițiu semnat la Nisa, în 1538, pe baza uti possidetis, a pus capăt războiului, dar pacea nu avea să dureze. Războiul a fost reluat în 1542, Francisc aliându-se atunci cu sultanul otoman Suleiman I, în timp ce Carol s-a aliat cu Henric al VIII-lea. Deși Nisa a fost cucerită de flota franco-otomană, francezii nu au putut avansa până la Milano, în timp ce o invazie anglo-imperială a nordului Franței, condusă de Carol însuși, a avut parte de ceva succes, dar a fost și ea abandonată, semnându-se încă o pace, ce stabilea status quo ante, în 1544.
Un ultim război a fost purtat de Carol împotriva fiului și moștenitorului lui Francisc, Henric al II-lea, în 1551. La începutul războiului Henric a fost victorios în Lorena, unde a capturat orașul Metz, dar ofensivele sale din Italia au eșuat. Carol a abdicat la mijlocul acestui conflict, lăsând războiul pe seama fiului său, Filip al II-lea al Spaniei, și fratelui său, Ferdinand I, Împărat al Sfântului Imperiu Roman.

### Conflictele cu Imperiul Otoman
Carol a luptat incontinuu cu  Imperiul Otoman și cu sultanul acestuia, Suleiman Magnificul. Marea înfrângere maghiară de la 1526, Bătălia de la Mohács, "a trimis un val de teroare asupra Europei". Totuși, avantajul musulman în Europa Centrală a fost oprit după Asediul Vienei din 1529.
Pe de altă parte, lupta dintre Carol și Suleiman pentru stăpânirea Mediteranei a fost decisă în favoarea sultanului în ciuda victoriilor spaniole, cum ar fi cucerirea de la Tunis din 1535. Flota otomană a dominat Mediterana de est după victoria sa de la Preveza din 1538 și pierderea de la Djerba din 1560 (la scurt timp după moartea lui Carol), care a decimat sever brațul marin spaniol. În același timp corsarii musulmani au acționat sub autoritatea și supravegherea sultanului, au devastat în mod regulat coastele spaniole și italiene, au lovit comerțul spaniol și puterea habsburgică.
În 1536 regele Francisc I al Franței s-a aliat cu Suleiman împotriva lui Carol. În timp ce Francisc a fost convins să semneze tratatul de pace din 1538, el s-a aliat din nou cu otomanii în 1542 într-o alianță franco-otomană. În 1543 Carol s-a aliat cu Henric al VIII-lea al Angliei și a forțat Franța să semneze Tratatul de la Crépy. Mai târziu, în 1547, Carol a semnat un umilitor tratat cu otomanii pentru a obține unele răgazuri pentru cheltuielile uriașe ale războiului lor, în care el era privit ca echivalentul marelui vizir al Imperiului Otoman - Ibrahim Pașa în acel moment - și se făcea referire la el numai ca rege al Spaniei deoarece putea fi numai un împărat în lume și acela era Suleiman. Puterile protestante din Dieta Imperială de multe ori au votat împotriva cheltuirii banilor pe războaiele turcești deoarece mulți protestanți vedeau în avansul musulman o contrapondere a puterilor catolice.
În urma acțiunilor lui Carol, Imperiul Persan a intrat în conflict cu Imperiul Otoman (1532–1555), forțând-l pe acesta să împartă resursele militare.

### Sănătate
Carol a suferit de un maxilar inferior extins, o deformare care s-a înrăutățit în viitoarele generații habsburgice dând naștere termenului de maxilarul Habsburg (prognatism). Această deformare a fost cauzată de lunga istorie de endogamie care a fost practicată  în familiile regale pentru a menține controlul dinastic al teritoriilor. El se chinuia să mestece mâncarea în mod corespunzător și prin urmare, întraga viață a avut probleme cu indigestia.
A suferit de epilepsie și a fost serios afectat de gută, probabil din cauza dietei bazată pe consumul de carne roșie. Cu vârsta, guta lui a progresat de la dureros până la imposibilitatea de a se mișca. În ultimii săi ani, s-a retras la mănăstirea St. Yuste într-o mică letică. S-a construit o rampă specială pentru a-i permite accesul la apartamente.

## Abdicarea și ultimii ani
La 25 octombrie 1555, Carol a abdicat la toate titlurile sale cu excepția ținutului Charolais, dând Imperiul Spaniol (Spania continentală, Olanda, Neapole-Sicilia, Lombardia și coloniile spaniole din America) fiului său, Filip al II-lea al Spaniei. Fratele său, Ferdinand I, deja intrase în posesiunea ținuturilor habsburgice succedându-i ca împărat al Sfântului Imperiu Roman.
Carol s-a retras la mănăstirea din Yuste, în Extremadura, Spania, însă a continuat să păstreze o corespondență largă și și-a menținut interesul asupra situației imperiului. A suferit de o gută severă și unii cercetători cred că împăratul a abdicat după atacul de gută din 1552 care l-a forțat să amâne recapturarea orașului Metz, unde mai târziu a fost înfrânt. A trăit singur într-o mănăstire retrasă cu ceasuri atârnate pe toți pereții, lucru despre care unii istorici cred că simbolizează domnia și lipsa lui de timp.
Carol a murit la 21 septembrie 1558 de malarie. Douăzeci și șase de ani mai târziu, rămășițele sale au fost transferate în panteonul regal de la El Escorial.

## Căsătorie și copii
La 10 martie 1526, Carol s-a căsătorit cu verișoara lui primară Elisabeta a Portugaliei, sora lui Ioan al III-lea al Portugaliei.
Copiii lor au fost:
- Filip al II-lea, Rege al Spaniei (1527 - 1598); care a moștenit doar tronul spaniol, iar unchiul său a devenit noul împărat
- Arhiducesa Maria a Spaniei, Împărăteasa Consoartă a Sfântului Imperiu Roman (1528 - 1603), care s-a căsătorit cu vărul ei Maximilian al II-lea, Împărat al Sfântului Imperiu Roman.
- Ferdinand (1529 – 1530), care a murit prematur
- Un băiat născut mort (2 iunie 1524)
- Ioana a Spaniei, Princesă Hereditară de Portugalia (1535 - 1573), care s-a căsătorit cu Manuel, Prinț de Portugalia
- Ioan (1537 – 1538)
- Un băiat născut mort  (21 April 1539)

Carol este faimos și pentru că a avut numeroase amante înaite și după căsătoria cu Isabela. Două dintre ele au dat naștere unor copii care au ajuns guvernatori ai Țărilor de Jos habsburge.
Cu Johanna Maria van der Gheynst (Înainte de a se căsători)
- Ioana Maria, Ducesă de Parma (1522 – 1586), care s-a casatori intâi cu Ducele de Florence, apoi cu Ducele de Parma

```
Cu Catalina de Rebolledo (or de Xériga), doamnă de onoare a mamei sale, Regina Ioana I (Înainte de a se căsători)
```

- Ioana a Austria (1522–1530)

```
Cu Orsolina della Penna (Înainte de a se căsători)
```

- Tadea a Austria (1523? – ca. 1562)

Barbara Blomberg ( după casătorie) :
- Ioan al Austriei (1547–1578)